# Termolezja
Termolezja (ang. radio frequency thermolesion, RF-thermolesion) – metoda zwalczania bólu przewlekłego, polegająca na zastosowaniu prądu o częstotliwości fal radiowych (300–500 kHz).
Istotą zabiegu jest uszkodzenie struktur nerwowych poprzez kontrolowane działanie temperatury, którą uzyskuje się dzięki rozchodzącym się w tkankach falom radiowym o określonej długości, które są generowane przez generatory fal wysokiej częstotliwości.
Metoda charakteryzuje się skutecznością 50–70% i ma niewielką liczbę efektów ubocznych.

## Procedura
Zabieg polega na wkłuciu igły (elektrody), pod kontrolą RTG, w okolicę nerwu, który ma być poddany termolezji. Położenie elektrody sprawdza się dodatkowo przez stymulację ruchową, czyli obserwację czynności ruchowej po stymulacji prądem o częstotliwości 2–5 Hz, oraz stymulację czuciową prądem o częstotliwości 50–100 Hz. Po upewnieniu się o prawidłowej lokalizacji elektrody wykonuje się właściwy zabieg neurodestrukcji. Uzyskuje się to podając wzmiankowany we wstępie prąd przez okres 60–120 sekund, co zapewnia wzrost temperatury do 60–80 °C.

## Zastosowanie
Zabieg termolezji może być wykonany dla zwalczania następujących rodzajów bólu:
- ból nowotworowy
  - rak trzustki (termolezja w obrębie splotu trzewnego)
  - termolezja wybranych nerwów trzewnych
- ból niezwiązany z nowotworami
  - klasterowy ból głowy
  - nietypowe bóle twarzy
  - zespoły bólowe kręgosłupa szyjnego, piersiowego i lędźwiowo-krzyżowego
  - bóle zależne od układu współczulnego

Przeczytaj ostrzeżenie dotyczące informacji medycznych i pokrewnych zamieszczonych w Wikipedii.